# Albert Thomas (politician)
Albert Thomas (n. 16 iunie 1878, Champigny, Seine, Franța – d. 8 mai 1932, Paris, Franța) a fost un politician socialist francez și primul ministru al armamentului al celei de-a Treia Republici Franceze în timpul Primului Război Mondial. După încheierea Tratatului de la Versailles, a fost numit primul director general al Organizației Internaționale a Muncii, deținând această funcție până la moartea sa, în 1932. I-a succedat ca director general al O.I.M. Harold Butler.

## Primii ani
S-a născut în Champigny-sur-Marne pe 16 iunie 1878. În 1898 a fost admis la École Normale Supérieure, unde a studiat istoria și a câștigat o bursă de călătorie care i-a permis să viziteze Rusia. Și-a continuat studiile, obținând licențe în literatură și istorie la Universitatea din Paris. În 1904 Thomas fost numit în consiliul redacțional al ziarului L'humanité și ales în poziția de consilier municipal al orașului Champigny, unde, opt ani mai târziu, a fost ales primar. A desfășurat o activitate de jurnalist, scriind pentru L'information și Revue socialiste, fondând Revue syndicaliste și lansând, ulterior, L'information ouvrière et sociale.

## Politica națională și războiul
În 1910 Thomas a fost ales membru al Camerei Deputaților pentru una din circumscripțiile electorale din Departamentul Senei și a fost reales în 1914. El a devenit membru al comisiilor de lucrări publice, căi ferate și finanțe ale Camerei și a fost activ în adoptarea unor acte legislative cu caracter social, în special cele referitoare la condițiile de lucru din mine și la pensiile lucrătorilor industriali și agrari, precum și ale minerilor.
Când a izbucnit Primul Război Mondial, Thomas servit timp de câteva săptămâni într-un regiment teritorial al Armatei Franceze, după care a fost chemat la Paris și desemnat să conducă serviciile de transport feroviar, având un rol de element de contact între Marele Cartier General și Ministerul Lucrărilor Publice. În octombrie 1914 guvernul i-a dat sarcina de a reorganiza activitatea din fabrici, pentru a produce intensiv muniții. În mai 1915 a fost numit subsecretar de stat pentru artilerie și muniții, devenind ministru al munițiilor în anul următor. Thomas devenise mai întâi membru al guvernului pe 12 decembrie 1915, când a fost numit secretar de stat pentru artilerie și muniții în Ministrul de Război. Datorită existenței unei nevoi tot mai mari de obuze pentru tunurile „Soixante-Quinze”, a fost promovat pe 12 decembrie 1916 în funcția de ministru al armamentului. El răspundea doar primului ministru, ulterior președintele Republicii, Raymond Poincaré. Thomas a fost înlocuit la conducerea ministerului pe 12 septembrie 1917 de către Louis Loucheur.

## Organizația Internațională a Muncii
Thomas a fost ales după război deputat de Tarn. În noiembrie 1919, în ședința inaugurală a Conferinței Internaționale a Muncii de la Washington, la care el nu a fost prezent, organul de conducere al Organizației Internaționale a Muncii (OIM) l-a ales ca director al organizației. De atunci, Thomas s-a dedicat complet activității organizației.
Thomas a dat OIM un impuls puternic încă de la început. În câțiva ani, el a creat, dintr-un mic grup de funcționari găzduit într-o reședință privată din Londra, o instituție internațională cu un personal de 400 de angajați și o clădire proprie la Geneva. În primii doi ani au fost adoptate 16 convenții internaționale de muncă și 18 recomandări. Începând din 1920, OIM a lansat un program ambițios de publicații, care a inclus Buletinul Oficial, Revista Muncii care apărea lunar și era distribuită pe plan internațional și diverse alte reviste și ziare. În calitate de director, Thomas a dovedit un interes personal în recrutarea unei echipe internaționale care să formeze Secretariatul organizației. Abilitățile sale manageriale l-au ajutat să creeze imaginea OIM ca o organizație energică și entuziastă.
Opoziția între guvernele naționale, organizațiile sindicale și organizațiile angajatorilor a început să se acutizeze curând, iar optimismul care s-a manifestat imediat după sfârșitul războiului a dat naștere unei stări de îndoială și pesimism. Unele state membre au încercat să limiteze competențele și activitățile organizației. În primul rând, s-a considerat că această Conferință a mers prea departe și prea repede în elaborarea de convenții și recomandări. Guvernele și parlamentele naționale nu puteau și nu doreau să țină pasul cu activitatea organizației. Thomas, notând numărul dezamăgitor de ratificări, a ajuns la concluzia că activitatea de adoptare de convenții și recomandări ar trebui să fie încetinită.
O altă dificultate majoră a privit finanțarea organizației. Conform Constituției, OIM era o organizație dependentă pe partea de finanțare de Liga Națiunilor, dar în toate problemele de politică generală Constituția prevedea o independență absolută a OIM. În 1923, un grup de guverne ce făceau parte din consiliul de conducere au decis reducerea bugetului OIM la aproximativ 1,4 milioane de dolari americani - care a fost o sumă stabilită ca nivel bugetar standard pentru OIM.
Restricția bugetară a făcut necesară consolidarea programelor și activităților desfășurate de OIM care a avut, la rândul său, și efecte secundare pozitive. Între 1922 și 1931 Conferința a continuat să se întrunească în fiecare an, dar a adoptat doar 15 convenții și 21 de recomandări. Limitarea activității OIM a permis guvernelor naționale să acorde o atenție adecvată pentru aplicarea prevederilor acordurilor internaționale în legislația și reglementările naționale. Mai multe țări au ratificat convențiile OIM și standardele OIM au început să exercite o influență efectivă în îmbunătățirea condițiilor de viață și de muncă. În 1926 a fost introdusă o inovație importantă atunci când Conferința Internațională a Muncii a instituit un sistem de supraveghere cu privire la aplicarea standardelor sale, care există și astăzi. S-a creat Comitetul de Experți compus din juriști independenți, care era responsabil de examinarea rapoartelor guvernamentale și prezenta propriul raport în fiecare an la Conferință.
Consolidarea programelor de bază ale OIM nu a implicat sub nici o formă stagnarea. În calitate de director, Thomas a continuat să-și inspire personalul să profite de fiecare oportunitate pentru a promova obiectivele OIM. El credea mult în „politica de prezență” și a petrecut o mare parte din timp călătorind pentru a căuta sprijin pentru obiectivele și activitățile organizației. El a vizitat toate țările europene, precum și țările din America de Nord și de Sud, China și Japonia. În 1932, după ce a consolidat puternic activitatea organizației timp de 13 ani, Thomas a murit subit la vârsta de 53 de ani.